# Cilindro de Marboré
Cilindro de Marboré, também conhecido como Pico Cilindro (em francês:  Pic du Cylindre, em aragonês:  Celindro Marmorés) é uma montanha no Vale de Ordesa e maciço do Monte Perdido, nos Pirenéus, com 3328 m de altitude, próximo do Parque Nacional dos Pirenéus e incluído no Parque Nacional de Ordesa e Monte Perdido.
É uma das três montanhas que compõem "Las Tres Sorores" (as três irmãs), em conjunto com o Monte Perdido (3355 m) e o Soum de Ramond, também chamado Pico Añisclo (3254 m). O seu nome deve-se à sua vertente norte, uma parede vertical arredondada com forma de cilindro, e também à mesma vertente dominar um circo glaciar chamado Marboré.